# Piggotia nothofagi
Piggotia nothofagi är en svampart som beskrevs av P.R. Johnst. 1999. Piggotia nothofagi ingår i släktet Piggotia och familjen Venturiaceae.   Inga underarter finns listade i Catalogue of Life.